# Olympische Sommerspiele 1968/Kanu – Einer-Kajak 500 m (Frauen)
Die Wettkämpfe im Einer-Kajak über 500 Meter bei den Olympischen Sommerspielen 1968 wurde vom 22. bis 25. Oktober auf der Pista Olímpica Virgilio Uribe ausgetragen.
Aus zwei Vorläufen erreichten sechs Boote das Finale. Über den Hoffnungslauf wurde das Finale um drei weitere Boote ergänzt. Dort gewann Ljudmila Pinajewa.

## Ergebnisse

### Vorläufe
Die jeweils ersten drei Boote qualifizierten sich für die Halbfinals, die restlichen Boote für den Hoffnungslauf.

#### Lauf 1
| Rang | Athletin                | Nation             | Zeit       |
| ---- | ----------------------- | ------------------ | ---------- |
| 1    | Ljudmila Pinajewa       | Sowjetunion        | 2:07,1 min |
| 2    | Anna Pfeffer            | Ungarn             | 2:08,6 min |
| 3    | Iva Vávrová             | Tschechoslowakei   | 2:09,1 min |
| 4    | Marcia Jones Smoke      | Vereinigte Staaten | 2:09,6 min |
| 5    | Stanisława Szydłowska   | Polen              | 2:12,1 min |
| 6    | Sylvia Jackson          | Großbritannien     | 2:13,6 min |
| 7    | Ann Margarit Henningsen | Mexiko             | 2:18,2 min |

#### Lauf 2
| Rang | Athletin            | Nation         | Zeit       |
| ---- | ------------------- | -------------- | ---------- |
| 1    | Viorica Dumitru     | Rumänien       | 2:10,0 min |
| 2    | Renate Breuer       | BR Deutschland | 2:10,3 min |
| 3    | Mieke Jaapies       | Niederlande    | 2:10,9 min |
| 4    | Ingmårie Svensson   | Schweden       | 2:12,2 min |
| 5    | Anita Nüßner        | DDR            | 2:17,0 min |
| 6    | Majorie Homer-Dixon | Kanada         | 2:18,5     |

### Hoffnungslauf
Die ersten drei Boote des Hoffnungslaufs erreichten das Finale.
| Rang | Athletin                | Nation             | Zeit        |
| ---- | ----------------------- | ------------------ | ----------- |
| 1    | Marcia Jones Smoke      | Vereinigte Staaten | 2:12,67 min |
| 2    | Anita Nüßner            | DDR                | 2:13,42 min |
| 3    | Ingmårie Svensson       | Schweden           | 2:14,55 min |
| 4    | Stanisława Szydłowska   | Polen              | 2:15,32 min |
| 5    | Sylvia Jackson          | Großbritannien     | 2:17,98 min |
| 6    | Majorie Homer-Dixon     | Kanada             | 2:20,84 min |
| 7    | Ann Margarit Henningsen | Mexiko             | 2:21,39 min |

### Finale
| Rang | Athletin           | Nation             | Zeit        |
| ---- | ------------------ | ------------------ | ----------- |
| 1    | Ljudmila Pinajewa  | Sowjetunion        | 2:11,09 min |
| 2    | Renate Breuer      | BR Deutschland     | 2:12,71 min |
| 3    | Viorica Dumitru    | Rumänien           | 2:13,22 min |
| 4    | Marcia Jones Smoke | Vereinigte Staaten | 2:13,22 min |
| 5    | Iva Vávrová        | Tschechoslowakei   | 2:14,78 min |
| 6    | Anita Nüßner       | DDR                | 2:16,02 min |
| 7    | Ingmårie Svensson  | Schweden           | 2:16,04 min |
| 8    | Mieke Jaapies      | Niederlande        | 2:18,38 min |
| —    | Anna Pfeffer       | Ungarn             | DNF         |

## Weblink
- Ergebnisse